# Бостаните
Боста̀ните е заличено село в Северозападна България. То се намира в община Чупрене, област Видин.

## География
Бостаните се намира на пътя между с. Върбово и Белоградчик. То е разтеглено на около 1 km и е разположено около самия път. Днес от Бостаните могат да се видят единствено стари къщи, обори и развалини от такива.

## История
При първото преброяване на населените места след освобождението, Бостаните е записано под тогавашното си име Бостан махла. Това име махалата носи до 1934 г., когато придобива днешното си наименование. Бостаните остава махала до 18 юли 1995 г., когато официално е обявено за село. Към тази дата в селото живее само един жител. Така продължава да е до 2004 г., когато Бостаните остава без постоянно население. На 23 август 2012 г. Министерският Съвет официално обявява закриването на населеното място, след предварително одобрение от местните власти в община Чупрене и областната управа на Видин.

## Инфраструктура
В селото няма електричество, водоподаване и нито една асфалтирана улица.

### Религии
В селото няма църква. Има малко гробище.

### Обществени институции
В Бостаните няма обществени институции. Най-близките подобни са разположени в село Върбово.